# 中村広
中村 広（なかむら ひろし、1915年5月10日 - 1997年10月9日）は、日本の競馬騎手、調教師。
1933年に騎手デビュー。初戦から2か月足らずで最高格競走帝室御賞典を制するなど早くから頭角を現す。1936年からは群馬県片品村の素封家千明家（千明牧場）の専属となり、1939年まで騎手兼調教師として帝室御賞典優勝馬マルヌマ、東京優駿（日本ダービー）優勝馬スゲヌマなどを手掛けた。ほか騎手として1943年の横浜農林省賞典四歳呼馬（皐月賞）をダイヱレク、1954年の天皇賞（秋）をオパールオーキットで制している。1950年度国営競馬リーディングジョッキー（年間最多勝利騎手）。1955年に史上3人目の通算500勝を達成して騎手を引退し、調教師に転身した。以後1962年天皇賞（春）、有馬記念の優勝馬オンスロート、1967年菊花賞の優勝馬アサカオーなど数々の活躍馬を管理し、1993年に定年引退。調教師通算成績は、騎手兼調教師の時代を含め8269戦999勝。
妻は松竹歌劇団に所属していた市村菊子で、日本中央競馬会（JRA）の調教師であった中村貢は長男。実兄・中村一雄は第二次大戦以前の名騎手として知られ、引退後は明和牧場々長を務めた。

## 経歴
1915年、長野県埴科郡戸倉村（現・千曲市）に生まれる。実家は村で代々庄屋を務めた裕福な旧家で、父の嘉作は地方競馬で馬主となるなど馬道楽に熱中していた。1930年、更級尋常小学校高等科を卒業。すでに騎手となっていた兄・一雄を頼り、その師匠である阪神競馬倶楽部（阪神競馬場）の美馬勝一厩舎に騎手見習いとして入門した。美馬厩舎では兄弟子となった一雄が事実上の師匠となり、騎乗について厳しい指導を受けた。

### 騎手時代
1932年、騎手免許を取得。翌1933年4月22日に京都競馬場で初騎乗、同30日に初勝利を挙げる。初戦から58日後の6月18日、広は一雄が管理するオーミヤチダケで福島競馬倶楽部主催の帝室御賞典に出走し、2着に2馬身半の差を付けて優勝した。新人騎手をこうした大競走に起用することは極めて異例のことであった。
| 千明賢治と中村。横浜帝室御賞典優勝時（1936年）。 |  | 妻・市村菊子の松竹歌劇時代。主演した『散りゆく花』にて（1933年）。 |
| 千明賢治と中村。横浜帝室御賞典優勝時（1936年）。 |  | 妻・市村菊子の松竹歌劇時代。主演した『散りゆく花』にて（1933年）。 |

1936年からは群馬県の実業家・千明賢治が所有する千明牧場専属の騎手兼調教師として抱えられ、競馬開催時には東京競馬場そばの厩舎、開催がない夏には千明牧場で起居する生活を送った。同年秋、マルヌマで日本レース・倶楽部主催の帝室御賞典（横浜競馬場）に優勝し、同競走の2勝目を挙げた。そして1938年にはスゲヌマとともに日本ダービーに出走。スタートで出遅れたが最後の直線で追い込み、63パーセントの単勝支持を受けていた1番人気馬タエヤマをゴール寸前でクビ差交わしての優勝を果たした。千明牧場はダービー4度目の挑戦での初優勝となり、このとき千明は中村の手を取って感泣したという。当時、官営の下総御料牧場と三菱財閥系の小岩井農場の生産馬が圧倒的な勢力を占めていたなかで、個人牧場出身馬のダービー優勝はフレーモア（土田牧場産）に続く2例目であった。翌1939年、千明と東京競馬場の調教師尾形藤吉の話し合いにより、尾形の弟子である伊藤正四郎と交換の形で千明牧場の専属から離れ、尾形厩舎の所属騎手となった。これに伴い千明牧場の調教師は場長の小山内重蔵に替わり広は騎手専業に戻ったが、スゲヌマの鞍上は当年より伊藤が務めた。
1942年2月、千明が行きつけていた理容店の娘で、松竹歌劇団に所属していた市村菊子（本名・酒井重子）と結婚。同12月には長男・貢が誕生した。翌1943年には一雄の厩舎に所属するダイヱレクで横浜農林省賞典四歳呼馬に優勝したが、翌1944年より、かねて戦況が悪化していた太平洋戦争の影響で馬券発売が休止、さらに1945年に競馬開催そのものが休止に至り、広は家族を連れて故郷の戸倉村へ戻った。その後果樹園で生計を立てようと講習会に通うなどしたが、終戦後、1946年10月より正規の競馬開催が再開される運びとなり、広は東京に戻り古野庄三郎厩舎の所属騎手として競馬に復帰した。
1950年、年間49勝を挙げリーディングジョッキーとなる。翌1951に古野が死去し見上恒芳厩舎（東京競馬場）へ移ったのち、1954年にはオパールオーキットで天皇賞（秋）に優勝。翌1955年1月15日には、佐藤勇、蛯名武五郎に次ぐ史上3人目の通算500勝を達成した。これが騎手生活最後の勝利となり、同年2月をもって騎手を引退し、あらためて専業の調教師に転身。騎手通算成績は2788戦500勝であった。

### 調教師時代
3月からの開業であったにもかかわらず、中村は初年度から管理馬ヨシフサでのクモハタ記念勝利を含む27勝を挙げ、勝利度数ランキングで関東9位に付けた。翌年以降も38勝（関東6位）、44勝（同4位）と順調に成績を上げ、上位に定着。重賞勝利馬も毎年のように輩出した。
1961年には公営・大井競馬から移籍したオンスロートを受け入れると、逃げ・先行策を取ることが多かった同馬を追い込み脚質に転換させ、翌1962年に天皇賞（春）、有馬記念を含む4重賞で勝利を挙げた。オンスロートは同年の年度代表馬に選出されている。また、1965年にはハツユキが桜花賞に優勝し、騎手時代を通じて初の牝馬クラシック競走を制した。1968年には管理馬アサカオーがタケシバオー、マーチスとともに「三強」としてクラシック戦線を賑わせ、三冠最終戦の菊花賞を制して中村の管理下から2頭目の年度代表馬に選ばれた。
1970年代以降は八大競走制覇からは遠ざかり、1980年代に入ると重賞勝利も散発的となった。1988年、調教師となっていた貢が出張先で心筋梗塞を発症して死去。翌1989年、旧貢厩舎の所属馬だったマイネルブレーブが共同通信杯4歳ステークスに優勝。これが中村にとって最後の重賞勝利となった。
1993年、定年により調教師を引退。通算999勝は当時歴代11位の記録であった。1997年10月9日、心不全により死去。82歳没。

## 交友
関西きっての名伯楽といわれた武田文吾とは、その妻を一雄が紹介したという縁から公私に渡り親交があった。中村は東京、武田は京都と所属が東西に別れていたため、それぞれの管理馬が西下、東上する際には受け入れ先となった。1964年と1965年には、当時武田が管理し最強馬と呼ばれたシンザンが関東滞在のため中村厩舎に入り、そのなかで中村が調教管理の相談に乗ることもあった。

## 通算成績

### 騎手成績
| 通算成績 | 1着 | 2着 | 3着 | 4着以下 | 騎乗回数 | 勝率 | 連対率 |
| -------- | --- | --- | --- | ------- | -------- | ---- | ------ |
| 計       | 500 | 439 | 403 | 1446    | 2788     | .179 | .337   |

#### 主な騎乗馬
※括弧内は中村騎乗時の優勝重賞競走。
帝室御賞典・八大競走優勝馬

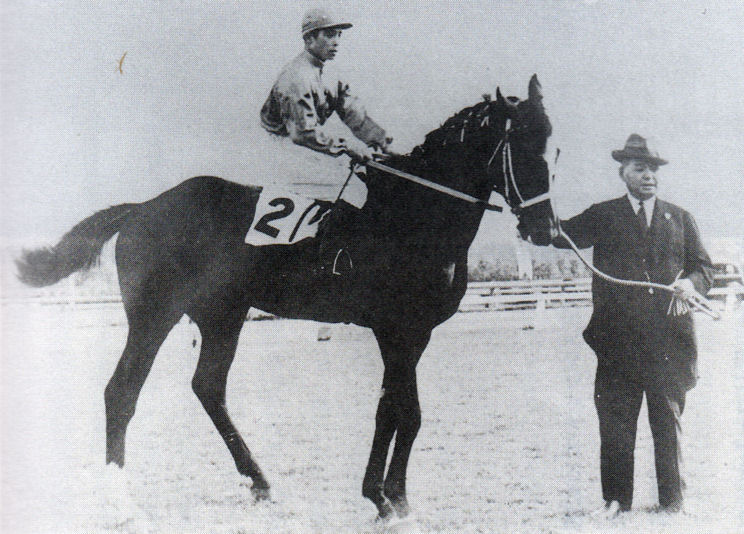
スゲヌマと中村。

- オーミヤチダケ（1933年福島帝室御賞典・春）
- マルヌマ（1936年横浜帝室御賞典・秋など重賞5勝）
- スゲヌマ（1938年東京優駿競走）
- ダイヱレク（1943年横浜農林省賞典四歳呼馬）
- オパールオーキット（1955年天皇賞・秋）

その他重賞競走優勝馬
- ユキオミ（1935年中山五歳馬特別・春）
- セフテス（1948年目黒記念・秋）
- ヒデヒカリ（1949年中山記念・秋）
- カネフブキ（1950年中山記念・春）
- キヨストロング（1952年中山記念・秋、カブトヤマ記念）
- ニューモアナ（1952年毎日王冠）

### 調教師成績
- 8269戦999勝

#### 受賞
- 優秀調教師賞（関東）7回（1957年、1959年-1962年、1966年、1967年）
- 調教技術賞4回（1966年-1969年）

#### 主な管理馬
※調騎兼業時代のマルヌマ、スゲヌマは省く。括弧内は中村管理下の優勝重賞競走。
八大競走優勝馬
- オンスロート（1962年天皇賞・春、有馬記念など重賞4勝）
- ハツユキ（1965年桜花賞）
- アサカオー（1968年菊花賞など重賞5勝）

その他重賞競走優勝馬
- ヨシフサ（1955年クモハタ記念 1956年安田賞）
- ミスキヨフク（1956年読売カップ・秋）
- ヨシツグ（1957年クモハタ記念）
- トパーズ（1958年オータムハンデキャップ）
- シゲミノル（1959年中山4歳ステークス）
- ヒロトミ（1960年アラブ王冠・秋）
- ロイヤルレッジ（1961年東京障害特別・春）
- ゴールデンオーザ（1963年東京障害特別・秋）
- ショウグン（1966年スプリングステークス）
- オンワードヒル（1966年カブトヤマ記念 1967年中山記念、スプリンターズステークス 1968年日刊スポーツ賞金杯、東京新聞杯）
- ブラックバトー（1968年クイーンカップ）
- タケクマヒカル（1974年日経賞、京王杯スプリングハンデキャップ、毎日王冠）
- カシハタ（1974年東京障害特別・春）
- ゴールデンボート（1979年京王杯スプリングハンデキャップ）
- カミノスミレ（1982年目黒記念）
- マイネルブレーブ（1989年共同通信杯4歳ステークス）